# Reial Acadèmia Espanyola
La Reial Acadèmia Espanyola (Real Academia Española en castellà) o RAE és la institució responsable de la regulació de la llengua castellana. La seu és a la localitat espanyola de Madrid, però està associada amb les acadèmies corresponents de la llengua d'altres estats castellanoparlants. El seu emblema és un gresol en foc i el seu lema és: limpia, fija y da esplendor, 'neteja, fixa i dona esplendor'. Forma part de l'Instituto de España des de 1717.
A partir de l'any 1925 edità el seu diccionari canviant la denominación tradicional de lengua castellana, usada fins aleshores, per la de lengua española, que usa encara en l'actualitat.

## Història

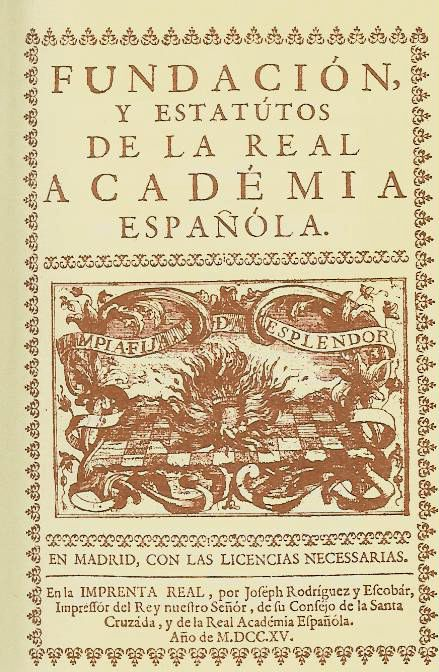
Portada de la primera edició de Fundación y estatutos de la Real Academia Española (1715)

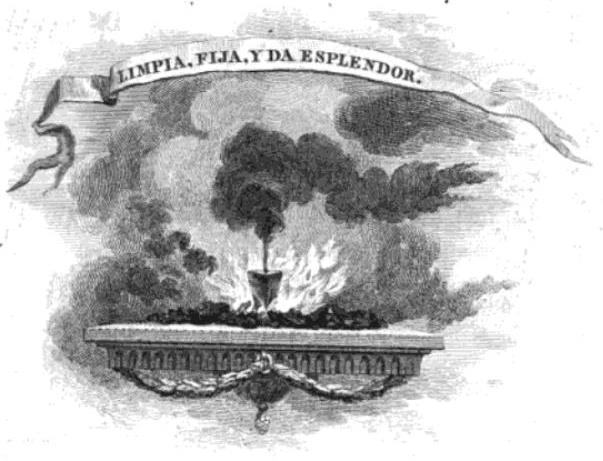
Gravat amb el lema de l'Acadèmia (edició del Diccionario de la lengua española de 1822).

La Reial Acadèmia Espanyola va ser fundada el 1713, sota el regnat de Felip V, per iniciativa de Juan Manuel Fernández Pacheco, marquès de Villena i duc d'Escalona, amb el propòsit de «fixar les veus i els vocables de la llengua castellana en llur major propietat, elegància i puresa». Els model de la seva creació van ser l'Accademia della Crusca Italiana (1582) i l'Academie Française (1635).2019 La seva creació va ser aprovada el 3 d'octubre, 1714, per la Reial Cèdula de Felip V, que la va acollir sota la seva «empara i reial protecció».
Ferran VI li'n donà facultats per a publicar les seves obres i les dels seus individus sense censura prèvia però, aquesta prerrogativa, la veritat és que no fou gaire respectada per ningú. L'Acadèmia fins al 1754, es reunia en el domicili dels seus directors però, aquesta data, es traslladà a una habitació de la Real Casa del Tesoro. Carles IV, el 1793, li concedí la casa del carrer de Valverde i allà celebrà les seves juntes i reunions fins que el segle xix es va instal·lar a la seva seu actual del carrer Felip IV, entre els Jerónimos i el Museu del Prado; al front hi va viure José María Pemán i un xic més avall, en el carrer d'Alarcón, hi morí Pío Baroja.
El 1931 va assumir el Patronat de la Fundació García Cabrejo. Pertanyia a aquesta fundació la casa del poeta i dramaturg Lope de Vega.

## Composició
L'Acadèmia està formada, segons estatuts, per trenta-sis individus; aquesta xifra sol ser més que teòrica, ja que, entre les baixes, els elements pendents de lectura, etc., sempre resta minvada. En l'actualitat —i ordenats per escalafó— existeixen trenta-un acadèmics numeraris, això és, amb plens i absoluts drets a ésser cridats, que es mencionen amb expressió de la lletra, majúscula o minúscula, de la seva cadira.
Al llarg de la història ha estat integrada gairebé exclusivament per homes, fins al nomenament de Carmen Conde, el 1978, d'Elena Quiroga el 1983 i d'Ana María Matute el 1995.
Des de 1870 es van establir a Amèrica i les Filipines acadèmies nacionals de la llengua espanyola. Aquestes, en l'actualitat tenen igualtat de rang i condicions amb la RAE. L'Associació d'Acadèmies de la Llengua Espanyola, a la qual totes pertanyen, va ser guardonada amb el Premi Príncep d'Astúries de la Concòrdia el 2000.
El 20 d'octubre del 1993 es va constituir la Fundació pro Reial Acadèmia Espanyola, entitat que té com a propòsit reunir recursos econòmics per al finançament de les empreses de l'Acadèmia. És regida per un patronat els presidents del qual són el rei Felip VI, la presidència del governador del Banc d'Espanya i la vicepresidència i el director de la Reial Acadèmia Espanyola.

## Funcionament
L'acadèmia es basa en el treball dels seus membres, bàsicament filòlegs, i altres personalitats anomenades membres correspondents, així com en la col·laboració amb altres acadèmies de l'idioma espanyol.
Per agilitzar la feina, es van establir diverses comissions, entre les quals destaquen:
- Comissió lexicogràfica
- Comissió del Diccionari
- Comissió del diccionari històric
- Comissió de neologismes
- Comissió d'humanitats
- Comissió del llenguatge científico-tècnic
- Comissió de gramàtica

Cada acadèmic té un silló en propietat que simbolitza la seva pertintença a l'Academia i que està representat per una lletra de l'alfabet.

## Acadèmics actuals destacats

Reial Acadèmia Espanyola

- Luis María Anson Oliart
- María Paz Battaner Arias
- José Manuel Blecua Perdices
- Ignacio Bosque Muñoz
- Carlos Bousoño
- Francisco Brines
- Víctor García de la Concha
- Pere Gimferrer i Torrens
- Luis Goytisolo i Gay
- Emilio Lledó Íñigo
- Javier Marías
- Luis Mateo Díez
- Antonio Muñoz Molina
- Arturo Pérez-Reverte
- Álvaro Pombo
- Francisco Rico Manrique
- Carme Riera Guilera
- José Luis Sampedro Saez
- Manuel Seco Reymundo
- Mario Vargas Llosa

## Acadèmics destacats del passat
- Carlos Castilla del Pino
- Miguel Delibes Setién
- Emilio Alarcos Llorach
- Vicente Aleixandre
- Dámaso Alonso
- Pío Baroja
- Camilo José Cela Trulock
- Ángel González
- Rafael Lapesa Melgar
- Fernando Lázaro Carreter
- Ana María Matute Ausejo
- Ramón Menéndez Pidal
- Benito Pérez Galdós
- Martí de Riquer i Morera
- Francesc Marsà Gómez.
- José María de Pereda

## Institucions que l'integren
Hi ha una sèrie d'institucions que la Reial Acadèmia Espanyola integra.

### Institut de Lexicografia
Va ser creat per a treballar els diccionaris. Està format per filòlegs dividits en les seccions: Diccionari usual i Diccionari històric.

### Corpus de Referència de l'Espanyol Actual (CREA)
És un banc de dades realitzat per l'Institut de Lexicografia que emmagatzema milions de registres que provenen de textos escrits posteriorment a 1975 a Espanya i Hispanoamèrica.

### Acadèmies Corresponents i Associades
La RAE va fer una crida als polítics i els intel·lectuals de les repúbliques que s'havien format cap al 1870 amb la independència dels estats hispanoamericans perquè es preservara la unitat de la llengua castellana. Per això, es crearen les Acadèmies Corresponents.
| Nom de l'acadèmia                               | Data de creació | Corresponent o associada |
| ----------------------------------------------- | --------------- | ------------------------ |
| Acadèmia Colombiana de la Llengua               | 1871            | Corresponent             |
| Acadèmia Equatoriana de la Llengua              | 1874            | Corresponent             |
| Acadèmia Mexicana de la Llengua                 | 1875            | Corresponent             |
| Acadèmia Salvadorenya                           | 1876            | Corresponent             |
| Acadèmia Veneçolana                             | 1883            | Corresponent             |
| Acadèmia Xilena                                 | 1885            | Corresponent             |
| Acadèmia Peruana de la Llengua                  | 1887            | Corresponent             |
| Acadèmia Guatemalteca                           | 1887            | Corresponent             |
| Acadèmia de Costa Rica                          | 1923            | Corresponent             |
| Acadèmia Filipina de la Llengua Espanyola       | 1924            | Corresponent             |
| Acadèmia Panamenya                              | 1926            | Corresponent             |
| Acadèmia Cubana                                 | 1926            | Corresponent             |
| Acadèmia Dominicana de la Llengua               | 1927            | Corresponent             |
| Acadèmia de Bolívia                             | 1927            | Corresponent             |
| Acadèmia Nicaragüense                           | 1928            | Corresponent             |
| Acadèmia Hondurenya                             | 1949            | Corresponent             |
| Acadèmia Porto-riquenya de la Llengua Espanyola | 1955            | Corresponent             |
| Acadèmia Nord-americana de la Llengua Espanyola | 1973            | Corresponent             |
| Acadèmia Argentina de les Lletres               | 1931            | Associada                |
| Acadèmia Nacional de les Lletres (Uruguai)      | 1943            | Associada                |

### Associació d'Acadèmies
L'Associació d'Acadèmies està formada per la RAE més les acadèmies d'Hispanoamèrica i Filipines. Va ser creada per l'acord fet en el I Congrés d'Acadèmies de la Llengua Espanyola de 1951.

### Fundació Pro Reial Acadèmia Espanyola
Va ser creada el 20 d'octubre de 1993. La van fundar el Rei d'Espanya, els presidents de totes les Comunitats Autònomes i els màxims responsables de les principals empreses financeres i industrials espanyoles.